# Szent Rozália-kápolna (Szeged)
A Szent Rozália-kápolna a szegedi görögkatolikus közösség életének központja.
A Szent Rozália-kápolna Szeged történetének több alkalommal átépített és áthelyezett tanúja. Az első kápolna fogadalmi templomként épült meg. A temesvári kereskedők által 1738-ban  behurcolt pestistől megrémült város vezetői megfogadták, hogy ha a város megmenekül a járványtól, akkor a város kápolnát emel a Palánk városrészben. A járvány hamarosan elcsitult, a kápolnát pedig már a következő évben, 1739. augusztus 1-jén felszentelték. Az akkori kápolna a mai Hősök kapuja helyén, a Dömötör-templom előtt állt. Homlokzata nyugati irányba nézett. A Szent Rozália-kápolna a város életének szerves részese volt. A kis templom búcsújára minden év július 2-án került sor, ilyenkor a összes városrész és Tápé képviselői is megjelentek. A kápolnában ravatalozták fel a hatalmas szegedi tanyavilág azon polgárait, akik a városban hunytak el, illetve a Szent Rozáliában öltött ünnepi ruhát a csanádi püspök, amikor Szegeden tett látogatást. A kápolna néhány évig zárva volt, amikor II. József császár rendeletére az ország összes kápolnáját bezárták, csak 1805-ben nyitott meg újra. A járványoktól rettegő szegedi lakosok nagy számban keresték fel a kápolnát a 19. század kolerajárványai idején. Az 1879-es nagy szegedi árvízben az épület megsérült, bár össze nem omlott. Az árvíz után a város területét több méterrel megemelték, az épület pedig a több méterrel megemelt Tisza Lajos körút mellett volt, így egyik falát a terület feltöltése szinte teljesen beborította volna. A város úgy döntött, hogy a régi kápolnát lebontja és új, díszesebb épületet emel új helyen.
Az új kápolna a Dömötör-templomhoz kissé közelebb (a mai Dóm tér árkádjai helyén) épült meg. Az újjáépítési alapból 22 000 forintot szavaztak meg a kápolna újjáépítésére. Az új épület alapkövét 1881. november 20-án helyezték el, egy évvel később a Szent Rozália újra működő templom volt. Felszentelésére 1883-ban került sor. Az újjáépült kis kápolna képezte a határt a Dömötör-templom előtti Templom tér és a Gizella tér között.
Időközben Szegeden egyre jelentősebb csoportot alkottak a Magyarország keleti térségeiből érkező görögkatolikusok, akik az első világháború éveiben kezdtek szervezkedni önálló szegedi egyházi szervezet megalapítása érdekében. A leányegyház megalapítására az elhúzódó háborúskodás miatt csak 1921-ben kerülhetett sor. Az újonnan létrejött közösség az egyháztól megkapta a Szent Rozália-kápolna használati jogát, azóta az épület a görögkatolikus szertartásokat szolgálja. 1924-ben a Fogadalmi templom körüli nagyszabású építkezés miatt a kápolna veszélybe került, mivel területét az új dóm tér kialakítása számára szemelték ki. A kápolna lebontása helyett végül az áthelyezése mellett döntöttek. Az épületet darabokra vágták, a megszámozott darabokat pedig a Lechner térre szállították.
A kápolnát az újjáépítés során kissé bővítették. Átépítették a tetőszerkezetet, illetve egy kereszthajót is építettek. A Lechner téri kápolnát 1929. november 17-én szentelte fel Glattfelder Gyula csanádi püspök, 1939-ben plébániatemplommá nyilvánították. A kápolna pilaszterei és vízszintes fugái az elmúlt évtizedek felújításai során elvesztek, amiként a homlokzatot díszítő kővázák is. 1969-ben az addig használt lócákat padsorokkal váltották ki, az 1980-as években pedig a bejáratot újították fel teljesen. Az épületet legutóbb 1997-ben tatarozták, a torony tetőszerkezetét 2005-ben renoválták.